# Делавэр (колония)
Делавэрская колония (англ. Delaware Colony) — регион в Северной Америке, который никогда формально не являлся отдельной колонией, а был частью провинции Пенсильвания. Начиная с 1701 года эта часть провинции получила отдельную Колониальную Ассамблею, и когда в 1776 году представители региона подписали Декларацию независимости — регион провозгласил себя отдельным штатом Делавэр.
В конце 1630-х годов шведы создали на берегах реки Делавэр колониальное владение Новая Швеция. В 1655 году голландцы захватили Новую Швецию, но шведским колонистам была предоставлена широкая автономия внутри колонии Новые Нидерланды.
Для противодействия притязаниям голландцев англичане создали в 1630-х годах южнее Новой Швеции провинцию Мэриленд, права на которую получила семья Калверт. Почувствовав ослабление голландских позиций в регионе, герцог Йоркский в 1664 году направил в Америку четыре судна во главе с Ричардом Николсом с тем, чтобы они отобрали Новые Нидерланды у голландцев. Не имея достаточных сил для вооружённого противостояния, голландский губернатор Питер Стёйвесант передал Новые Нидерланды в руки англичан и удалился на свою ферму. Герцог Йоркский получил королевскую хартию на колонию, территория которой включала бывшие Новые Нидерланды и земли современного штата Мэн.
Право собственности на землю, впоследствии ставшую штатом Делавэр, было в 1682 году пожаловано герцогом Йоркским Уильяму Пенну, создавшему провинцию Пенсильвания, и желавшему, чтобы она имела выход к морю. Однако Сесил Калверт из Мэриленда также предъявил права на часть этих земель, и разбирательство по этому делу тянулось в Лондоне в суде лорда-канцлера более 100 лет; итогом процесса стала линия Мэйсона — Диксона, разграничившая провинции Мэриленд и Пенсильвания.
В 1682 году в провинции Пенсильвания была учреждена Генеральная Ассамблея. В административном плане провинция была разделена на пять графств «плюс три нижних графства у Делавэрского залива». Территория была очень большой, а жители «трёх нижних графств», сохранившие культурные связи с Мэрилендом, сильно отличались по менталитету от прочих обитателей Пенсильвании. Поэтому с 1702 года в провинции стало действовать две отдельные Территориальные Ассамблеи: представители Нижних графств собирались в Нью-Касле, а представители остальных пяти графств Пенсильвании — в Филадельфии. Несмотря на это разделение, формально провинция продолжала оставаться единой, и имела одного губернатора, обладавшего властью над всеми восемью графствами.
15 июня 1776 года Томас Маккин и Сизар Родни побудили Территориальную Ассамблею провозгласить «Три нижние графства» независимым штатом Делавэр. После этого Томас Маккин, Сизар Родни и Джордж Рид от имени штата Делавэр подписали 4 июля вместе с прочими Декларацию независимости США.